# Productor independiente de energía

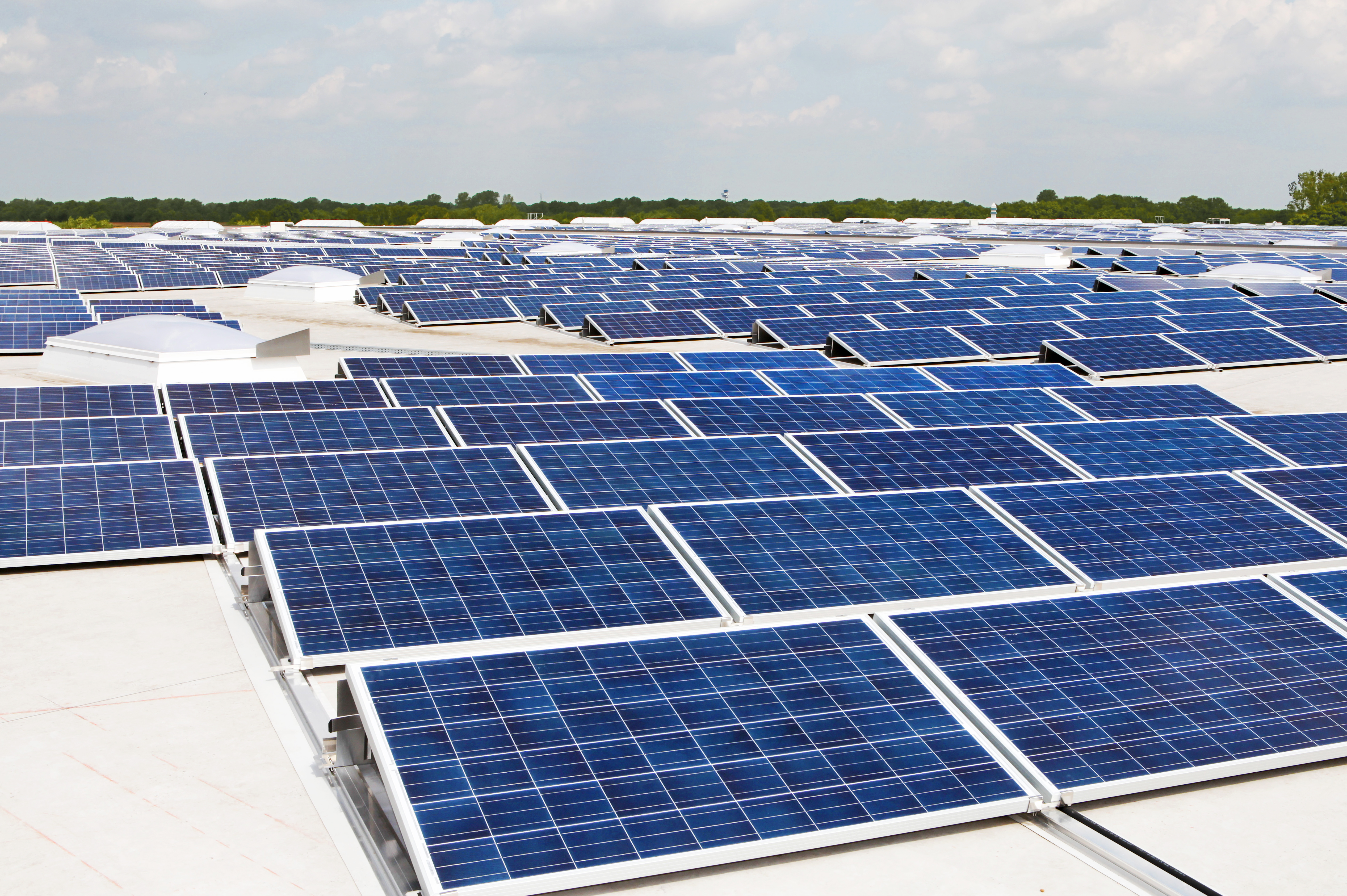
Instalación solar fotovoltaica para la generación de energía eléctrica. Muchos productores independientes de energía emplean este tipo de instalación.

Un productor independiente de energía (que se suele abreviar en español con las siglas inglesas IPP) es una entidad diferente de una empresa de servicios públicos pero que posee instalaciones para generar energía eléctrica y venderla a empresas de servicios públicos o usuarios finales. Los IPP pueden ser instalaciones privadas, corporaciones, cooperativas, productores rurales de energía solar o eólica, y empresas industriales no energéticas capaces de introducir en el sistema eléctrico el exceso de energía que producen.
En inglés también se denomina non-utility generator (NUG, generador no perteneciente a una compañía eléctrica), pero esa denominación no se emplea en español, donde un generador es solo un aparato que genera electricidad.
Un productor independiente de agua y energía (IWPP por sus siglas en inglés) es similar a un IPP, pero con un proceso unificado para realizar también tratamiento de aguas residuales y producir agua recuperada.

## Situación económica
Para la mayoría de los IPP, particularmente en la industria de las energías renovables, una tarifa de introducción (en el sistema eléctrico de la energía que producen) o un contrato de compraventa de energía proporciona una garantía de precio a largo plazo necesaria para que se les conceda financiación para construir las instalaciones que generan la energía.
Los IPP han logrado impulsar a escala mundial la transición del sector eléctrico hacia las energías renovables (transición energética), al poseer la mayor parte de la capacidad de generación de energía renovable actualmente operativa.

### Alemania
El modelo de negocio IPP, poco común en Alemania desde hace décadas, se ha vuelto más habitual desde la Ley de energías renovables (EEG por sus siglas en alemán). El éxito del enfoque depende de encontrar un socio para distribuir la energía producida al cliente.

### Canadá
En 2002, el gobierno de la Columbia Británica estipuló que la nueva generación de energía renovable limpia en la provincia sería desarrollada por "productores de energía independientes" (IPP), no por BC Hydro, salvo las grandes instalaciones hidroeléctricas. El papel del sector privado en el desarrollo de los recursos "públicos" de la Columbia Británica es uno de los temas más controvertidos con los que se enfrentan actualmente los habitantes de esta provincia.

### España
En España hay miles de productores independientes de energía, en su mayor parte solar fotovoltaica, pero también eólica, de cogeneración y de ciclos combinados de gas natural.

### Taiwán
El mercado eléctrico de Taiwán se liberalizó en enero de 1995. Actualmente operan en él 9 empresas.

### Estados Unidos
Los IPP eran poco habituales antes de la promulgación de la Ley de políticas reguladoras de servicios públicos (PURPA por sus siglas en inglés) de 1978. Los pocos IPP existentes rara vez podían distribuir energía, ya que el coste de construcción de la infraestructura de transporte era prohibitivo. Las empresas de servicios públicos generaban energía y eran propietarias de las instalaciones de generación, las líneas de transmisión y los sistemas locales de distribución y entrega. La PURPA, sin embargo, estableció una clase de empresas de generación (a las que denominó "instalaciones calificadas", QF por sus siglas en inglés) independientes de las grandes compañías y les permitió producir energía para revenderla.
La PURPA tenía como objetivos reducir la dependencia de EE. UU. de la energía extranjera, fomentar el ahorro energético y reducir la capacidad de las empresas eléctricas para abusar en la compra de energía de las QF. Una QF se define como una instalación generadora que produce electricidad y otra forma de energía térmica útil mediante el uso secuencial de energía (es decir, toma una forma de energía, como el gas natural, y la convierte en energía eléctrica y calor), y cumple con ciertos criterios de propiedad, operación y eficiencia establecidos por la Comisión Federal Reguladora de la Energía (FERC).
La sección 210 de la PURPA ahora requiere que las empresas de servicios públicos compren energía de las QF al coste evitado de la empresa (es decir, al precio que a la empresa le supondría producir esa energía en sus instalaciones propias). Esto permite a las QF recibir un precio entre razonable y excelente y garantiza que la energía generada por los pequeños productores no se desperdicie.

### Pakistán
En 1994, el Gobierno de Pakistán anunció una política favorable a los inversores para desarrollar IPP que se suministraran con petróleo, carbón y gas natural. Como resultado de esta política se establecieron 16 IPP. Al año siguiente, se anunció una política hidroeléctrica que resultó en el desarrollo de la primera empresa hidroeléctrica del país.
En 2002, el nuevo Gobierno adoptó una nueva política, según la cual otros 12 IPP comenzaron a operar. Para el desarrollo de Productores Independientes de Energía (IPP), la Junta Privada de Infraestructura y Energía opera como una ventanilla facilitadora (ventanilla única) en nombre de todos los departamentos y ministerios del Gobierno de Pakistán para; procesar proyectos de energía en modo IPP, seguir su desarrollo y facilitar la todo el apoyo necesario en nombre del Gobierno de Pakistán.
En 2015, Pakistán adoptó una nueva política energética mediante la cual se establecieron otros 13 IPP, en su mayoría empresas chinas. También se anunció una política de transmisión de electricidad para el desarrollo de líneas de transmisión por parte del sector privado.
En 2018, más de 40 IPP operaban en Pakistán.

### India
India también tiene muchos IPP como ReNew Power, Adani, Hero, Mytrah, Ostro, Greenko, Alfanar, Jakson Ltd., etc.

### Sudáfrica
El Programa de Adquisición a Productores Independientes de Energía Renovable (REIPPPP por sus siglas en inglés) es una iniciativa del Gobierno sudafricano para a aumentar la generación de electricidad a través de la inversión del sector privado en energía solar fotovoltaica y solar concentrada, energía eólica terrestre, pequeñas centrales hidroeléctricas (<40 MW), gas de vertedero, biomasa y biogás . En 2021 hubo 117 asignaciones de generación al sector privado, por una potencia total de 8 891 megavatios (MW).